# إطلاق النار في باريس 2022
وقع إطلاق نار جماعي في باريس، فرنسا، في 23 ديسمبر 2022، ونجم عنه 3 قتلى و4 جرحى آخرين.
أُلقي القبض على الجاني، وهو رجل يبلغ من العمر 69 عامًا، متقاعد من الشركة الوطنية للسكك الحديدية SNCF، من مواليد 1953 في مونتروي وهو فرنسي الجنسية. كان الجاني قد اعتُقل سابقًا في عام 2021 بسبب مهاجمته المهاجرين في الخيام بالسيف. وكان يخضع للتحقيق بتهمة "العنف العنصري بالأسلحة".